# Championnats d'Europe de BMX freestyle 2021
Navigation
Édition précédente Édition suivante
Les championnats d'Europe de BMX freestyle 2021 ont lieu en deux lieux différents du 3 juin au 14 novembre 2021. 

## Programme
Les 3 et 4 juin 2021, Bochum (Allemagne) accueille  les épreuves du Flat. C'est la première fois que le « BMX Freestyle Flat » a un championnat d'Europe officiellement organisé par l'Union européenne de cyclisme.
Les 13 et 14 novembre 2021, Moscou (Russie) accueille les épreuves du Park.

## Podiums
| Épreuves           | Or               | Argent          | Bronze                   |
| ------------------ | ---------------- | --------------- | ------------------------ |
| BMX Freestyle Flat |                  |                 |                          |
| Élite hommes       | Matthias Dandois | Varo Hernandez  | Alexandre Jumelin        |
| Élite femmes       | Irina Sadovnik   | Louise Seigneur | Julia Preuss             |
| BMX Freestyle Park |                  |                 |                          |
| Élite hommes       | Anthony Jeanjean | Irek Rizaev     | Konstantin Andreev       |
| Élite femmes       | Nikita Ducarroz  | Lara Lessmann   | Teresa Fernández-Miranda |